# Thelonne
Thelonne település Franciaországban, Ardennes megyében. Lakosainak száma 404 fő (2022. január 1.). Thelonne Angecourt, Bulson, Haraucourt, Noyers-Pont-Maugis és Remilly-Aillicourt községekkel határos.

## Népesség
A település népessége az elmúlt években az alábbi módon változott:
| Lakosok száma | 285  | 273  | 280  | 342  | 374  | 393  | 406  | 419  | 414  | 404  |
|               | 1968 | 1982 | 1990 | 2006 | 2013 | 2015 | 2017 | 2019 | 2020 | 2022 |